# 西方黄鹡鸰
为鶺鸰科鶺鸰属的鸟类。這是一種纖細的鳥類，全長15–16厘米，具有鶺鴒屬特徵的長尾巴，不斷搖動。牠是歐洲鶺鴒中尾巴最短的。繁殖期的成年雄鳥背部基本為橄欖色，腹部為黃色。其他羽毛形態，特別是幼鳥，黃色部分可能淡化至接近白色。繁殖期雄鳥的頭部顏色和圖案根據亞種而異。

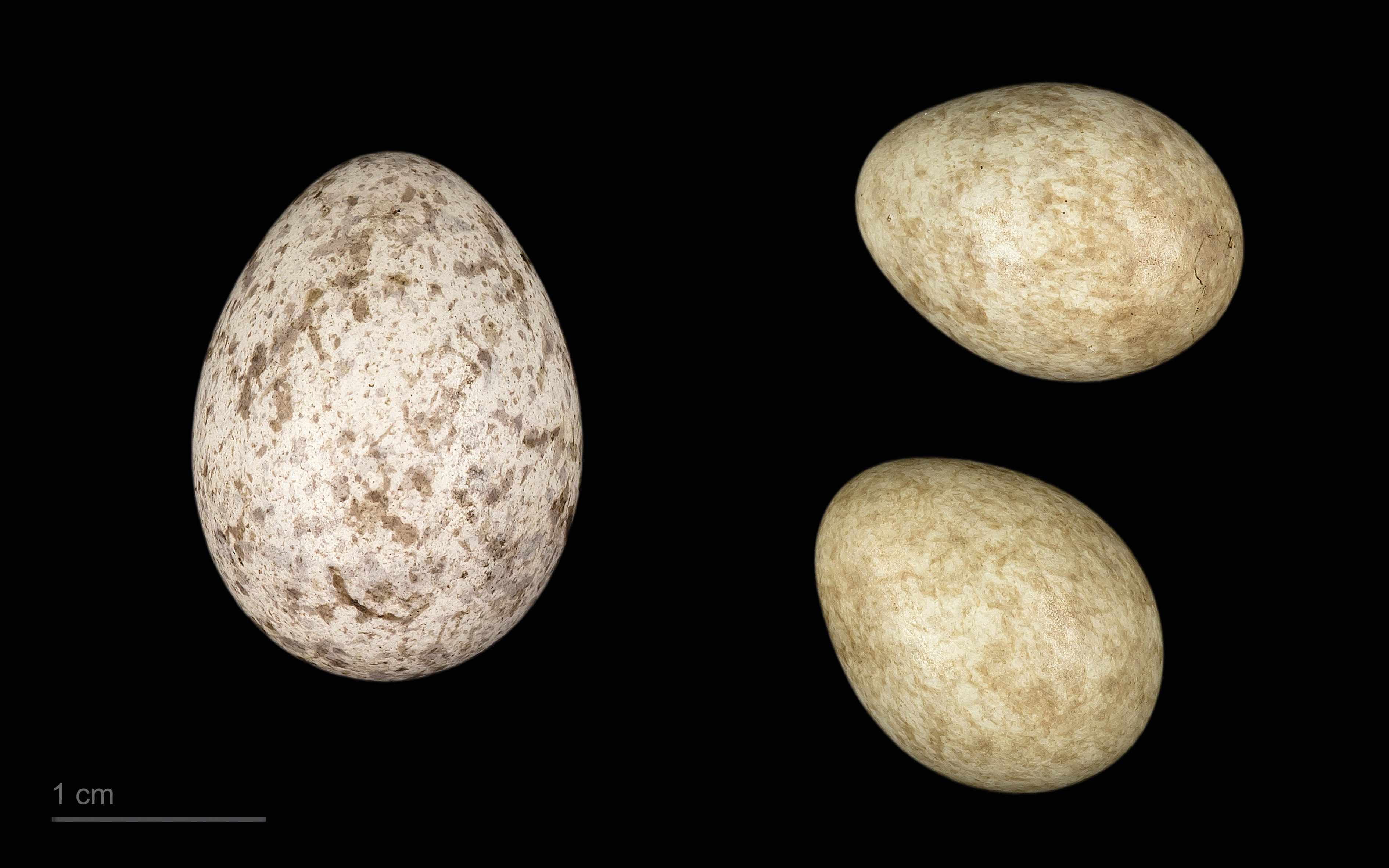
卵 Cuculus canorus canorus 在巢中 Motacilla flava

本種舊稱黃鶺鴒，在近年的研究以印度至中亞為界，將本種分為東方黃鶺鴒與西黄鹡鸰兩個物種後，這個名稱如今通常是指前者。该物种的模式产地在瑞典。

## 系統學
Motacilla是拉丁語中對鶺鴒的名稱；儘管實際上是motare的指小詞，意為「移動」，但在中世紀時引發了對cilla為「尾巴」的誤解。種小名flava的拉丁語意思是金黃色。
該物種的系統學和系統發生學極為複雜。歷史上曾描述過數十個亞種，目前根據不同作者的觀點，約有15至20個亞種被認為是有效的。此外，黃頭鶺鴒（M. citreola）與此物種形成了隱蔽種複合體； 這兩個分類單元按照傳統劃分為並系群。白令陸橋的種群有時被分離為東方黃鶺鴒（M. tschutschensis）。

### 目前接受的亞種
以下列出被接受的亞種，依IOC順序排列。 羽色描述主要指雄性，除非另有說明；雌性通常難以區分亞種。 亞種的俗名依據Svensson （1992）。
| 圖像                 | 學名                                  | 俗名                                 | 分布 | 特徵                                                                               |
| -------------------- | ------------------------------------- | ------------------------------------ | --- | ---------------------------------------------------------------------------------- |
| 英國北安布里亞       | M. f. flavissima (Blyth, 1834         | 黃鶺鴒 "Yellow wagtail"              | 繁殖地：英格蘭、威爾斯東部、蘇格蘭東南部；偶見於毗鄰的歐洲海岸。冬季：西非，主要為塞內加爾和岡比亞。                             | 雄鳥頭部黃綠色，眉紋亮黃色。雌鳥腹部明顯比雄鳥更淡。                               |
| 俄羅斯巴什科爾托斯坦 | M. f. lutea (S. G. Gmelin, 1774)      | 黃頭鶺鴒 "Yellow-headed wagtail"     | 繁殖地：伏爾加河下游至額爾齊斯河和斋桑湖。冬季：非洲和印度次大陸。                                                               | 雄鳥頭部黃色，頸部綠色，雌鳥則像稍亮的M. f. flava雌鳥。                            |
| 荷蘭阿納姆           | M. f. flava Linnaeus, 1758            | 藍頭鶺鴒 "Blue-headed wagtail"       | 繁殖地：南部斯堪地那維亞（偶見於英國東海岸）至法國和中歐山脈，東至烏拉爾山脈。冬季：撒哈拉以南非洲。                             | 雄鳥頭部藍灰色，帶有白色眉紋和頰紋；雌鳥帶有暗綠色調。                             |
| 俄羅斯秋明           | M. f. beema (Sykes, 1832)             | 賽克斯鶺鴒 "Sykes's wagtail"         | 繁殖地：M. f. lutea以北，東至拉達克地區。冬季：印度次大陸，亦見於東非及毗鄰的阿拉伯地區。                                        | 像M. f. flava，但頭部灰色更淡，耳朵帶白色；雌鳥可能與M. f. flava雌鳥難以區分。     |
| 西班牙巴塞隆納       | M. f. iberiae Hartert, 1921           | 西班牙鶺鴒 "Spanish wagtail"         | 繁殖地：法國西南部、伊比利亞半島、馬格里布地區，從突尼西亞到阿爾金岩石礁國家公園。冬季：從岡比亞到中非共和國。                   | 像M. f. flava，但喉部為白色，頭部灰色較深，眼後幾乎為黑色。                        |
| 義大利托斯卡尼       | M. f. cinereocapilla Savi, 1831       | 灰頭鶺鴒 "Ashy-headed wagtail"       | 繁殖地：法國東南部、西西里、撒丁島、義大利、斯洛維尼亞。冬季：突尼西亞和阿爾及利亞沿岸，至馬利和乍得湖。                         | 像M. f. iberiae，但眉紋缺失或痕跡性存在。                                          |
|                      | M. f. pygmaea (A. E. Brehm1854),      | 埃及黃鶺鴒 "Egyptian yellow wagtail" | 尼羅河三角洲及尼羅河下游；為留鳥，不遷徙。                                                                                       | 與M. f. cinereocapilla相似，但體型較小，顏色不如其鮮亮。                           |
| 俄羅斯奔薩州         | M. f. leucocephala (Przevalski, 1887) | 白頭鶺鴒 "White-headed wagtail"      | 繁殖地：蒙古西北部及鄰近中國和俄羅斯地區。冬季：可能在印度。                                                                     | 雄鳥像flava，但頭部灰色極淡，幾乎呈白色。雌鳥與M. f. flava雌鳥相似，但頭部較深色。 |
| 土耳其庫德斯坦       | M. f. feldegg Michahelles, 1830       | 黑頭鶺鴒 "Black-headed wagtail"      | 繁殖地：巴爾幹半島，東至裏海，南至土耳其、伊朗和阿富汗，亦見於黎凡特地區。冬季：中非，從奈及利亞至烏干達和南蘇丹，東至印度北部。 | 雄鳥頭頂烏黑，雌鳥像褪色的M. f. thunbergi雄鳥，背部暗淡，腹部帶髒黃，喉部白色。    |
| 挪威奧普達爾         | M. f. thunbergi Billberg, 1828        | 灰頭鶺鴒 "Grey-headed wagtail"       | 繁殖地：斯堪地那維亞中部和北部，東至西伯利亞西北部。冬季：東非、印度次大陸、東南亞。                                             | 雄鳥頭部深灰色，延伸至雙頰，無白色；雌鳥頭部顏色較淡，帶有綠色調，眉紋痕跡性存在。 |

指名亞種藍頭鶺鴒與黃鶺鴒在法國北部形成狹窄的雜交帶。來自該區的鳥類外觀各異，但其中一種看起來像指名藍頭鶺鴒（除了頭部的藍色調較淡，且帶有淡紫色，頭部白色區域更大，尤其是在喉部、耳覆羽和眉紋上），俗稱為海峽鶺鴒。在羅馬尼亞及其附近，M. f. flava與M. f. feldegg之間的雜交帶，有時被區分為單獨的亞種「M. f. dombrowskii」或「M. f. superciliaris」，該區域的鳥類也各有不同，但通常像M. f. feldegg，但有白色眉紋，而非純黑色頭部。

## 特征
西黄鹡鸰身体纤细，体长15-16cm，体重约17.68克，翼长约79.5毫米，嘴峰长约16毫米，喙宽度约3.2毫米，喙厚度约3.5毫米，跗蹠长约23.1毫米，尾长约70.6毫米。身体带褐色或橄榄色；虹膜－褐色；嘴－褐色；脚－褐至黑色。 叫声－为重复的叫声间杂颤鸣声；並非直線飛行，而是一上一下地飛行，行走時尾巴會不斷上下擺動。西黄鹡鸰是候鸟，其栖息在开放的草原环境中，食性为肉食性，主要食物来源是陆生无脊椎动物。
其叫聲為高亢的jeet。

## 分布與棲地
廣泛分布於歐洲、非洲，以及亞洲西半部。主要在溫帶的歐洲和亞洲繁殖。大多數種群為遷徙鳥，冬季遷徙至熱帶非洲和南亞；然而，在埃及繁殖的小種群則為留鳥。
河谷、林缘、原野、池畔及居民点附近，从平原至海拔4000米以上的高原地区均可见其踪迹。

## 繁殖
這種食蟲性鳥類棲息於接近水源的開闊地區，如濕草地。牠們在草叢中築巢，每窩產下4-8顆帶斑點的蛋。

## 文化中的角色
在古埃及的金字塔銘文中，黃鶺鴒被認為是阿圖姆的象徵，可能是鳳凰鳥的靈感來源，而鳳凰鳥則是希臘神話中不死鳥的靈感來源。